# البطولات الوطنية الأمريكية 1904 (كرة مضرب)
قائمة بالأبطال في 1904 البطولات الوطنية الأمريكية لكرة المضرب (المعروفة الآن باسم أمريكا المفتوحة):

## الكبار

### فردي رجال
هولكومب وارد هزم  ويليام كلوثير 10-8 6-4 9-7

### فردي سيدات
ماي سوتون هزم  إيليزابيث مور 6-1, 6-2